# Tachyeres brachypterus

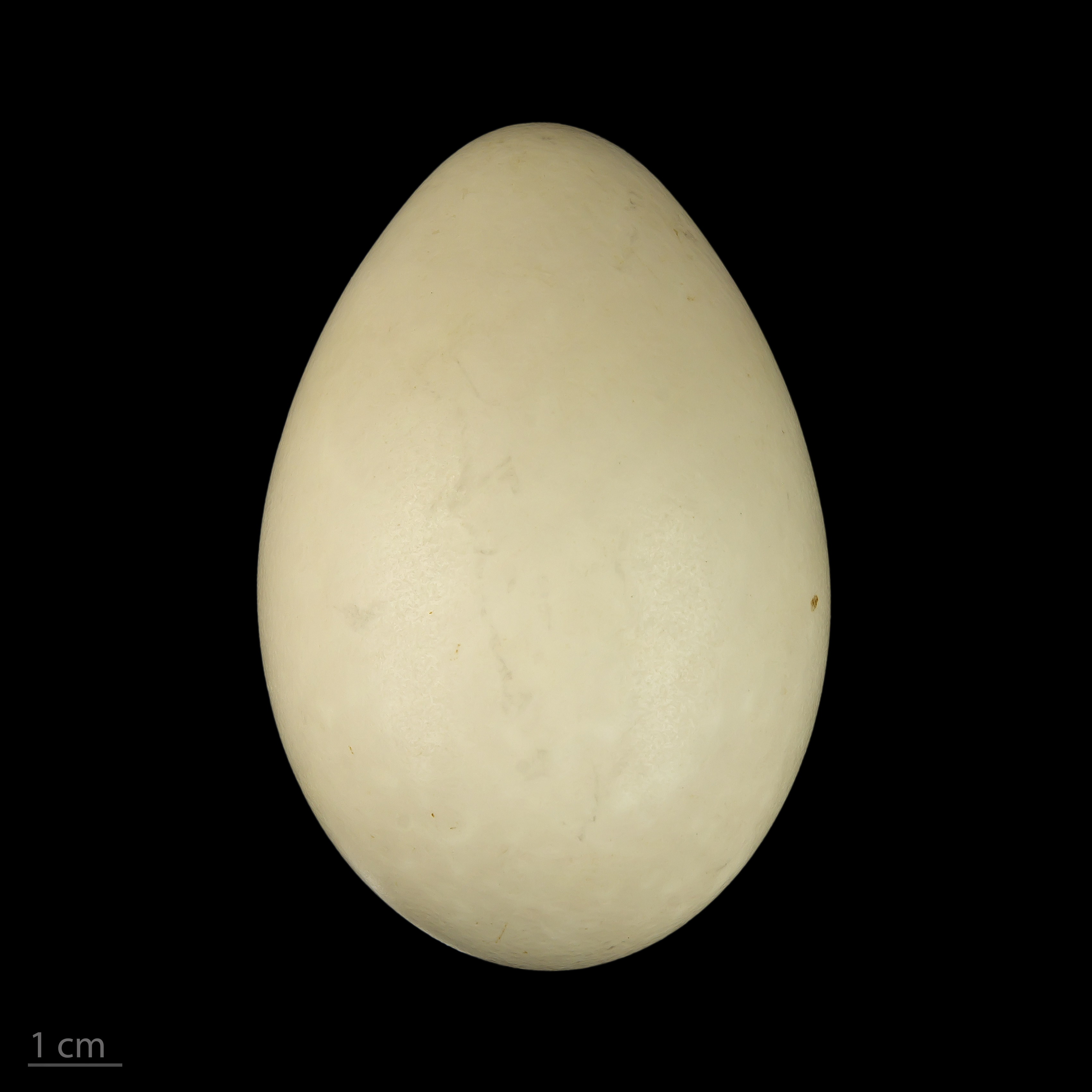
Tachyeres brachypterus - MHNT

El pato vapor malvinero (Tachyeres brachypterus) es un ave anseriforme de la familia de las anátidas. Es un endemismo de las Islas Malvinas, al sudeste de Argentina, en el Océano Atlántico. Habita en las costas marinas. Dentro de su distribución geográfica es abundante.

## Etimología
Su nombre proviene del griego brachy (corto) y pteron (alas), de lo cual se desprende que es una ave incapaz de volar, por poseer alas muy cortas.

## Características
Los machos son más grandes que las hembras. La longitud total varía de 61 a 74 cm, pesando entre 4,3 y 4,4 kg, en el caso de los machos. No se conocen subespecies.

## Historia natural
Anida en tierra, no lejos del agua. Pone de cinco a diez huevos. Se alimenta de moluscos principalmente. En el campo es muy difícil de distinguir del pato vapor volador (Tachyeres patachonicus) porque ocupan el mismo hábitat y, aunque el pato vapor volador puede volar, raramente hace. La población de esta especie se estima entre 27.000 y 48.000 individuos.